# Bulborogas
Bulborogas är ett släkte av steklar. Bulborogas ingår i familjen bracksteklar.
Kladogram enligt Catalogue of Life:
| Bulborogas | \| \| Bulborogas breviadialis \| \| \| \| \| \| Bulborogas compressifemur \| \| \| \| \| \| Bulborogas luteosoma \| \| \| \| |
|            | \| \| Bulborogas breviadialis \| \| \| \| \| \| Bulborogas compressifemur \| \| \| \| \| \| Bulborogas luteosoma \| \| \| \| |
|            | Bulborogas breviadialis |
|            | |
|            | Bulborogas compressifemur |
|            | |
|            | Bulborogas luteosoma |
|            | |